# Орегон (Іллінойс)
Орегон (англ. Oregon) — місто (англ. city) в США, в окрузі Оґл штату Іллінойс. Населення — 3604 особи (2020).

## Географія
Орегон розташований за координатами 42°0′46″ пн. ш. 89°20′9″ зх. д. / 42.01278° пн. ш. 89.33583° зх. д. (42.012703, -89.335773).  За даними Бюро перепису населення США в 2010 році місто мало площу 5,26 км², з яких 5,09 км² — суходіл та 0,18 км² — водойми.

## Демографія
Згідно з переписом 2010 року, у місті мешкала 3721 особа в 1630 домогосподарствах у складі 941 родини. Густота населення становила 707 осіб/км².  Було 1796 помешкань (341/км²).
Расовий склад населення:
| - 95,9 % — білих - 0,9 % — чорних або афроамериканців - 0,8 % — азіатів - 0,1 % — корінних американців - 1,2 % — осіб інших рас |

До двох чи більше рас належало 1,1 %. Частка іспаномовних становила 4,2 % від усіх жителів.
За віковим діапазоном населення розподілялося таким чином: 20,4 % — особи молодші 18 років, 60,0 % — особи у віці 18—64 років, 19,6 % — особи у віці 65 років та старші. Медіана віку мешканця становила 43,5 року. На 100 осіб жіночої статі у місті припадало 95,9 чоловіків;  на 100 жінок у віці від 18 років та старших — 94,9 чоловіків також старших 18 років.
Середній дохід на одне домашнє господарство  становив 52 340 доларів США (медіана — 42 120), а середній дохід на одну сім'ю — 67 260 доларів (медіана — 57 813). Медіана доходів становила 47 969 доларів для чоловіків та 37 750 доларів для жінок. За межею бідності перебувало 21,7 % осіб, у тому числі 24,4 % дітей у віці до 18 років та 12,7 % осіб у віці 65 років та старших.
Цивільне працевлаштоване населення становило 1653 особи. Основні галузі зайнятості: освіта, охорона здоров'я та соціальна допомога — 29,5 %, виробництво — 22,1 %, роздрібна торгівля — 17,6 %.